# ヤァ! ソウルボーイ
「ヤァ! ソウルボーイ」は、佐野元春40作目のシングル。1996年5月22日に、Epic/Sony Records / M's Factoryから発売された。

## 概要
前作「楽しい時 -Fun Time」から4ヶ月振りのシングル。ピクチャーレーベル仕様。
カップリング曲「ダンスが終わる前に」は、1996年に渡辺満里奈がリリースしたアルバム『Ring-a-Bell』に収録されている楽曲のセルフカバー。
もう1曲のカップリング曲「ヤァ!ソウルボーイ-Yah!Soul Boy (Up Soul Version)」は、1992年に発売されたシングル「誰かが君のドアを叩いている」以来の、ヒロ・ホズミによるリミックス。

## 収録曲
- 全作詞・作曲・編曲：佐野元春

1. ヤァ!ソウルボーイ-Yah!Soul Boy (Original Version)
2. ダンスが終わる前に
3. ヤァ!ソウルボーイ-Yah!Soul Boy (Up Soul Version)